# Gloria LeRoy
Gloria LeRoy (Bucyrus, Ohio, 7 november 1925 - Los Angeles, 24 mei 2018) was een Amerikaans actrice, vroeger bekend om haar zandloperfiguur en haar van nature grote boezem. LeRoy speelde sinds eind jaren 60 vele rollen in televisieseries en films. Haar carrière begon echter op het toneel.
Ze overleed op 92-jarige leeftijd op 24 mei 2018.

## Filmografie
- Malcolm in the Middle televisieserie - Judith (Afl., Malcolm's Money, 2006)
- Malcolm in the Middle televisieserie - Martha (Afl., Hal Coaches, 2002)
- Charmed televisieserie - Old Brenda (Afl., Charrrmed!, 2004)
- My Wife and Kids televisieserie - Grandmother (Afl., Childcare Class, 2004)
- Shotgun (2003) - Minnie
- Frasier televisieserie - Mrs. Smolenskis (Afl., A Day in May, 2001)
- Diagnosis Murder televisieserie - Christine Wilson (Afl., The Blair Nurse Project, 2001)
- Dharma & Greg televisieserie - Jeannette (Afl., How This Happened, 2001)
- All You Need (2001) - Nana Sabistan
- Sordid Lives (2000) - Peggy Ingram
- Passions televisieserie - Ruth (9 afl., 2000)
- Face the Music (2000) - Grandma
- Shanghai: Second Dynasty (Videogame, 1999) - Mah-Jongg Voice (South)
- Chicago Hope televisieserie - Alzheimer-patiënte (Afl., Vanishing Acts, 1999)
- Tracey Takes On... televisieserie - Woman (Afl., Books, 1999)
- The Clock (1999) - Gracie
- Pumpkin Hill (1999) - Gracie
- Saved by the Bell: The New Class televisieserie - Florence (Afl., Free for All, 1998)
- 3rd Rock from the Sun televisieserie - Dolores (Afl., Portrait of Tommy as an Old Man, 1998)
- Tracey Takes On... televisieserie - Mrs. Jordache (Afl., Loss, 1998)
- Sparkler (1997) - Maxine
- Married... with Children televisieserie - Chesty LaRue (Afl., Live Nude Peg, 1997)
- Jack (1997) - Mrs. Goodman
- Going Home (1997) - Toni
- ER televisieserie - Beth Lang (Afl., Homeless for the Holidays, 1996)
- Dr. Quinn, Medicine Woman televisieserie - Ilsa Lawsenstrom (Afl., Woman of the Year, 1996)
- Weird Science televisieserie - Grandma (Afl., Grampira, 1995)
- Dad, the Angel & Me (televisiefilm, 1995) - Opera Diva Nanny
- Viper (1994) - Elderly Bank Lady
- The Larry Sanders Show televisieserie - Helen (Afl., Next Stop Bottom, 1994)
- Doogie Howser, M.D. televisieserie - Nancy Jameson (Afl., Dorky Housecall, M.D., 1993)
- Snapdragon (1993) - Nurse
- Body Waves (1992) - Mrs. Matthews
- Final Embrace (1992) - Velvet
- Flash III: Deadly Nightshade (Video, 1992) - Pearl
- The Flash televisieserie - Pearl (Afl., The Deadly Nightshade, 1991)
- Days of Our Lives televisieserie - Queenie (Afl. onbekend, 1989)
- Cool Blue (Video, 1988) - Ida
- Barfly (1987) - Grandma Moses
- Hunter televisieserie - Landlady (Afl., The Girl Next Door, 1987)
- Warm Hearts, Cold Feet (televisiefilm, 1987) - Waitress
- Stewardess School (1986) - Grandma Polk
- Sid & Nancy (1986) - Granma
- Falcon Crest televisieserie - Minister's Wife (Afl., Captive Hearts, 1986)
- It's a Living televisieserie - Rol onbekend (Afl., Harassed, 1985)
- Crazy Like a Fox televisieserie - Rol onbekend (Afl., The Man Who Cried Fox, 1985)
- Hill Street Blues televisieserie - Rena (2 afl., 1982, 1984)
- Automan televisieserie - Landlady (Afl., Automan, 1983)
- WKRP in Cincinnati televisieserie - Sheila (Afl., Jennifer and Johnny's Charity, 1982)
- Pennies from Heaven (1981) - A Prostitute
- Behind the Screen televisieserie - Drunk Lady (Episode 1.2, 1981)
- Honky Tonk Freeway (1981) - Fish Restaurant Waitress
- Three's Company televisieserie - Nancy (Afl., The Goobye Guy, 1980)
- The Ropers televisieserie - Gloria Mealy (Afl., Old Flames, 1980)
- Scruples (Miniserie, 1980) - Rosie
- Topper (televisiefilm, 1979) - Saleswoman
- But Mother! (televisiefilm, 1979) - Trixie
- Kaz televisieserie - Mary Parnell (22 afl., 1978-1979)
- All in the Family televisieserie - Mildred 'Boom Boom' Turner (2 afl., 1974, 1978)
- Bloodbrothers (1978) - Sylvia
- Alice televisieserie - Bar Waitress (Afl., Alice by Moonlight, 1977)
- The Strange Possession of Mrs. Oliver (televisiefilm, 1977) - Saleslady
- In the Glitter Palace (televisiefilm, 1977) - Norma Addison
- Baretta televisieserie - Wicked Wanda (Afl., Shoes, 1976)
- Richie Brockelman: The Missing 24 Hours (televisiefilm, 1976) - Hooker
- The Streets of San Francisco televisieserie - Mrs. Ledbetter (2 afl., 1974, 1976)
- The Bob Crane Show televisieserie - Lola (Afl., Son of the Campus Capers, 1975)
- The Day of the Locust (1975) - Mrs. Loomis
- Petrocelli televisieserie - Four the Hard Way, 1975)
- Baretta televisieserie - Doris Mazurski (Afl., When Dues Come Down, 1975)
- Hot L Baltimore televisieserie - Millie (Afl. onbekend, 1975)
- Gunsmoke televisieserie - Mady (Afl., The Guns of Cibola Blance: Part 1 & 2, 1974)
- Welcome to Arrow Beach (1974) - Ginger
- Mannix televisieserie - Jenny (Afl., Mask for a Charade, 1974)
- Miracle on 34th Street (televisiefilm, 1973) - Mother #1
- The Blue Knight (televisiefilm, 1973) - Rol onbekend
- Cannon televisieserie - Rol onbekend (Afl., The Perfect Alibi, 1973)
- Love, American Style televisieserie - Rol onbekend (Afl., Love and the Cozy Comrades, 1973)
- All in the Family televisieserie - Bobbi Jo Loomis (Afl., The Threat, 1972)
- Gunsmoke televisieserie - Claire (Afl., Eleven Dollars, 1972)
- The Gang That Couldn't Shoot Straight (1971) - Ida
- Cold Turkey (1971) - Lotty Davenport (Masseuse)
- The Night They Raided Minsky's (1968) - Mae Harris

- Library of Congress Control Number: no95035669
- Virtual International Authority File: 14355200
- WorldCat: E39PBJgt7TwyMhmqVDWKxkgFrq